# Воскрешение Лазаря (Рембрандт)
«Воскрешение Лазаря» — картина голландского художника Рембрандта, написанная между 1630 и 1632 годами. На картине изображено воскрешение Лазаря (Евангелие от Иоанна, глава 11). Картина находится в коллекции музея искусств округа Лос-Анджелес.

## Образ
На картине изображен момент, когда Лазарь, брат Марфы и Марии, пробуждается после смерти и встает из своей могилы по зову Христа. Фигура Лазаря изображена в темной части картины, в то время как фигуры, стоящие слева, выделены светом. Мария и собравшиеся люди смотрят в изумлении на воскрешение Лазаря. При написании данной картины Рембрандт использовал приём светотени (контраст светлых и тёмных зон изображаемого пространства). Это один из немногих религиозных сюжетов из Нового Завета, написанных Рембрандтом, несмотря на то, что в тот период часто писали работы, посвященные данной тематике.

## История
Рембрандт писал данное произведение между 1630 и 1632 годами, когда ещё жил в Лейдене. Примерно в то время он окончил обучение у нидерландского живописца Питера Ластмана, чье наставничество оказало влияние на стиль художника. Рембрандт создал два офорта на одну и ту же тематику, но с различными композиционными решениями: первый — примерно в 1632 году, второй — в 1642 году. Религиозная сестра и историк искусства Венди Бекетт полагает, что в данной работе Иисус изображен «уставшим волшебником», нежели «триумфальным спасителем». Тема данной картины могла быть вдохновлена офортом Яна Ливенса с подобным названием. Ливенс и Рембрандт были приятелями и могли работать вместе. Композиция картины могла быть создана на основе картины Рембрандта того же периода, что и «Погребение Христа (Рембрандт)» (ок. 1633—1635). Рембрандт в «Воскрешении Лазаря» использует похожие композиционные мотивы, что и в картине «Воскрешение Христа» (1635—1639 гг.). Фигуры расположены в одинаковых местах, и исследование картин показало, что сюжет последней картины был позаимствован из первой.
Картина «Воскрешение Лазаря» много лет висела в прихожей Рембрандта. Вскоре картина была продана в связи с банкротством в 1656 году. Позже картина принадлежала различным владельцам в Европе, пока не была куплена Говардом Ф. Ахмансоном-старшим в 1959 году, а затем передана в дар музею искусств округа Лос-Анджелес.

## Галерея
Рембрандт делал наброски и офорты на одну и ту же тематику.

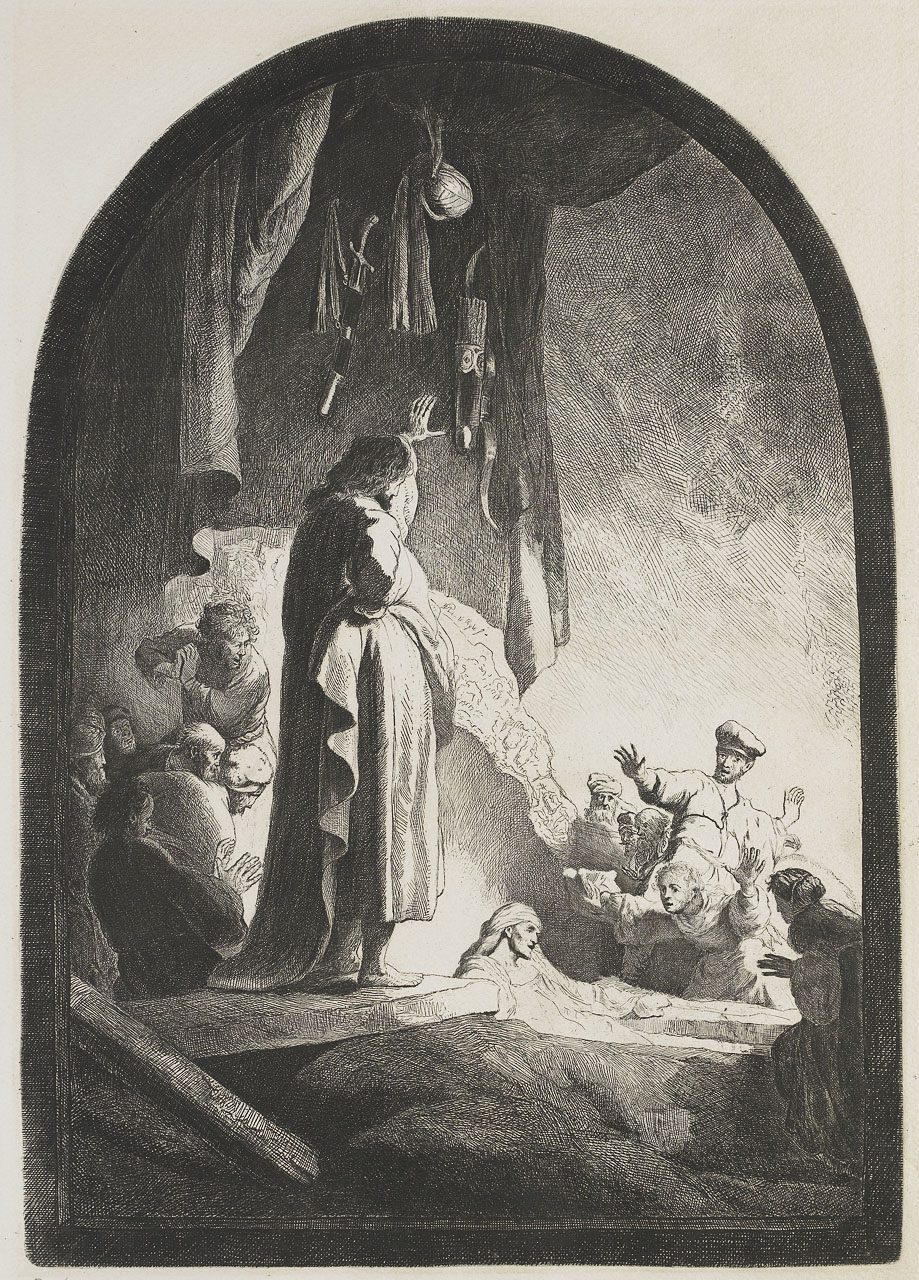
Офорт, ок. 1632
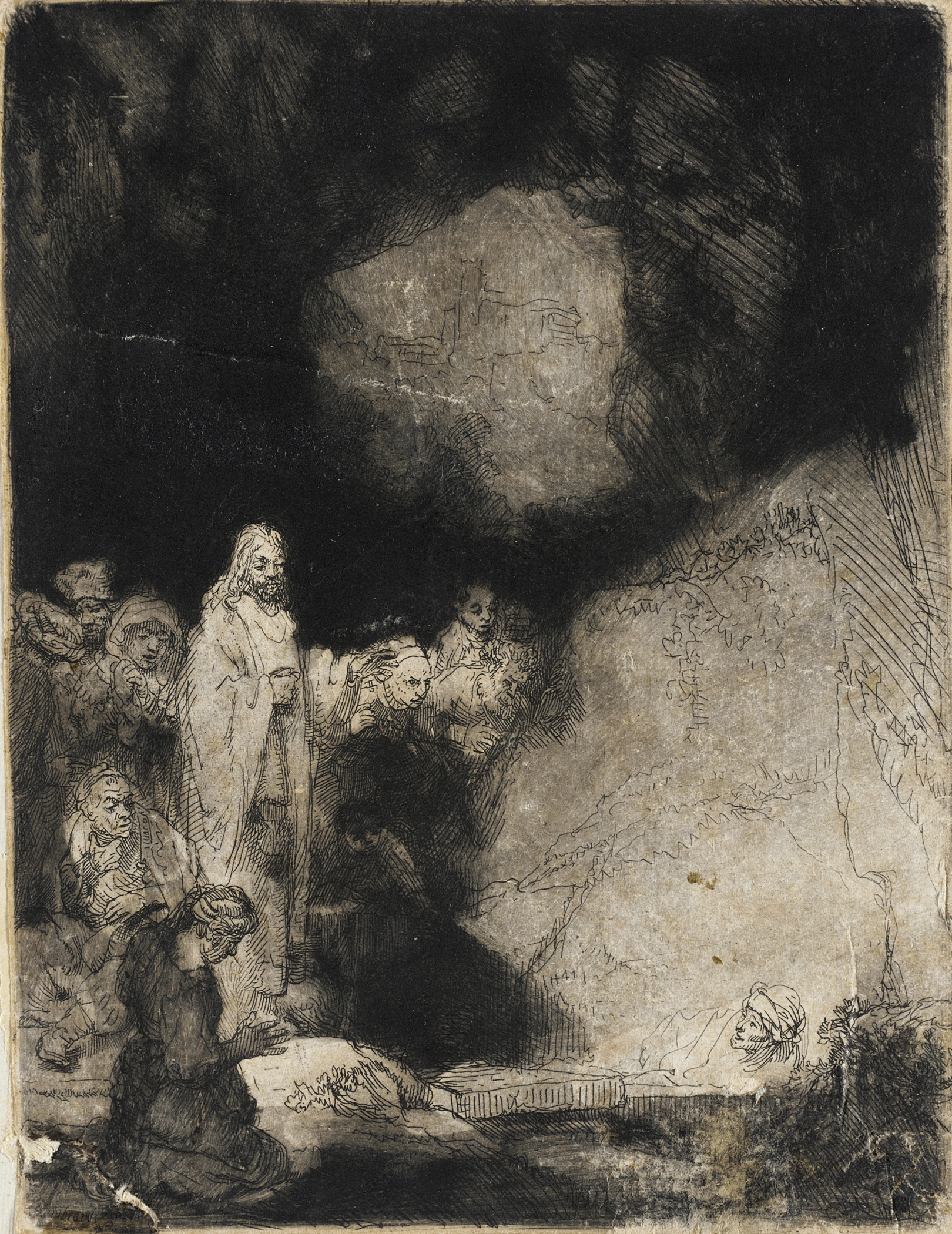
Офорт, 1642
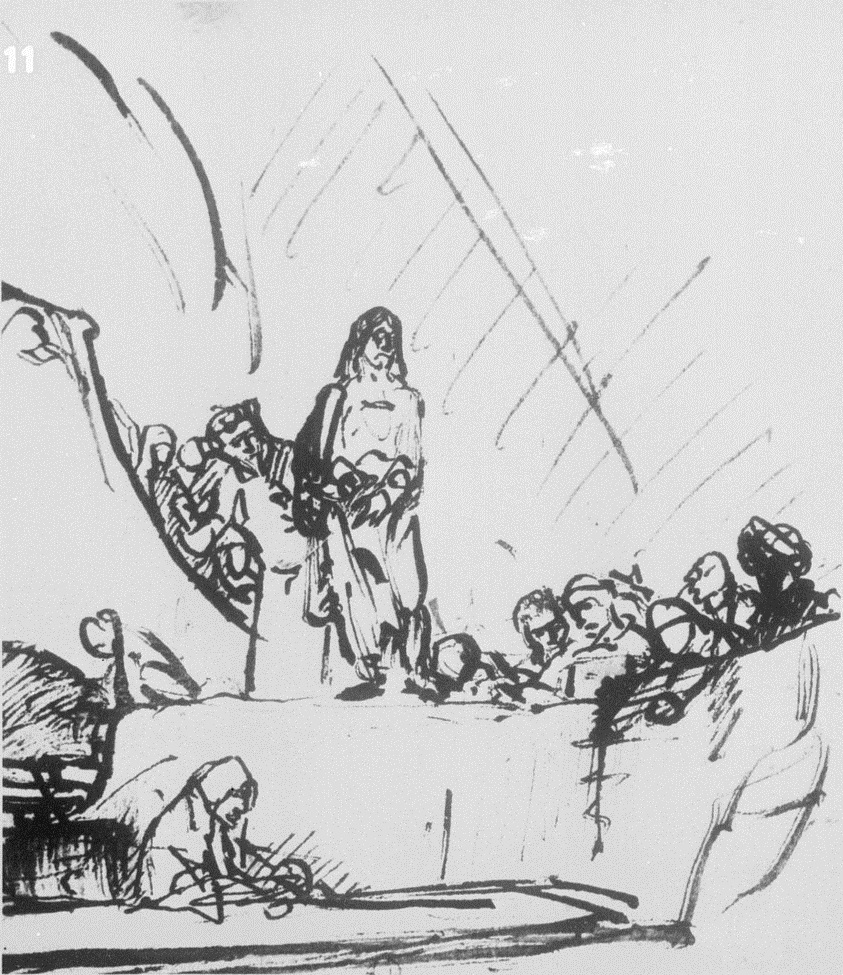
Рисунок, 1642

## Влияние
Данная работа Рембрандта послужила вдохновением для его ученика Карела Фабрициуса, который в 1642 или 1643 году написал картину с подобным сюжетом.
Также Винсент Ван Гог, который некоторое время провел в больнице Сен-Реми, обратил внимание на творчество Рембрандта, в том числе и на картину «Воскрешение Лазаря». Она вдохновила его на написание собственной работы по данному мотиву. Однако Ван Гог, в отличие от Рембрандта, изобразил на своей работе Марфу и Марию.
Что касается литературы, то данное произведение упоминается в книге «Абсолютный доступ» Джеймса Роллинса.

## Комментарии
1. ↑  Известно, что в 1656 году Рембрандт еще владел данным произведением.